# Joachim Altemark
Joachim Altemark, (auch falsch: Altenmark) (* 28. Dezember 1906 als Alfons Emil Joachim Altemark in Berlin; † 5. Juni 1963 in Braunschweig) war ein deutscher Musikwissenschaftler, Lehrer und Organist.

## Leben und Wirken
Altemark machte das Abitur 1927 in Berlin, anschließend studierte er dort bis 1934, wobei er 1929 das Staatsexamen ablegte. Von 1934 bis 1941 arbeitete Altemark als freiberuflicher Musiker (u. a. als Organist) in Berlin. In den amtlichen Fernsprechbüchern jener Jahre ist er 1935 und 1936 als Leiter des Werkkreises Groß-Berlin für Evangelische Kirchenmusik und im Jahr 1938 als Leiter der Musikschule für Jugend und Volk aufgeführt.
Er galt als einer der Hitlerjugend nahestehender Komponist und verfasste zahlreiche Beiträge in Veröffentlichungen für die Hitlerjugend. Altemark war auch Mitarbeiter bei der Reichs-Rundfunk-Gesellschaft.
Am 27. August 1936 spielte er im Institut für Deutsche Musikforschung in Berlin für den Deutschlandsender der Reichs-Rundfunk-Gesellschaft auf historischen Klavieren der Berliner Instrumentensammlung ein kleines, auf Schellackplatten erhaltenes Programm ein, darunter auch zwei Mozartstücke auf einem gut erhaltenen Tafelklavier des Ulmer Instrumentenbauers Johann Matthäus Schmahl aus dem Jahr 1770. (Hörzitate: siehe Weblinks)
Von 1941 bis Kriegsende nahm er als Soldat der Wehrmacht am Zweiten Weltkrieg teil.
Nach dem Zweiten Weltkrieg lebte Joachim Altemark in Goslar, wo er von 1946 bis 1949 Stadtjugendpfleger war. Er sorgte dort für den Wiederaufbau des Konzertwesens. In der Goslarer St.-Stephani-Kirche gab er 1948 erste Orgelkonzerte. Er gründete in Goslar das Collegium musicum und wurde 2. Dirigent der im Jahr 1946 gegründeten Chorvereinigung.
Ab 1949 war Joachim Altemark in Braunschweig Musiklehrer am Gymnasium Gaußschule. In Braunschweig war er auch Leiter des städtischen Knabenchors, dem „Knabenchor der Stadt Braunschweig“, mit dem er etliche Konzertreisen unternahm, u. a. auch nach England.
Joachim Altemark starb im Juni 1963 im Alter von 56 Jahren in Braunschweig.

## Werke (Auswahl)
- Die evangelische Choralmusik in praktischen Ausgaben: Nachschlagewerk f. d. prakt. Choralarbeit in d. Kirche. Trowitzsch, 1937.
- Die Orgel-Arbeitsgemeinschaft der Hitler-Jugend in Leipzig. In: MiluV.2 1939, S. 241 ff.
- Alte Musik in einer alten Stadt. Gedanken zum Buxtehudefest in Lübeck. In: Musik in Jugend und Volk. Amtliche Musikzeitschrift der Reichsjugendführung, der Werkscharen und der N.S.-Gemeinschaft „Kraft durch Freude“ in der Deutschen Arbeitsfront. Hrsg. von der Reichsjugendführung und der National-Sozialistischen Gemeinschaft „Kraft durch Freude“. Wolfenbüttel, Kallmeyer. Jg. I/1937/38, S. 21–26.
- Gedanken bei leisem Orgelspiel. In: Gotthold Frotscher (Hrsg.): Die Orgel in der Gegenwart. Kallmeyer, Wolfenbüttel 1939, S. 23–26.
- Der g'larten wirt hie nit gedacht! Ein Bündel fertig gestalteter Musikabende für d. Arbeit an d. Musikschulen, in d. Formationen, bei d. NS-Gemeinschaft „Kraft durch Freude“ u. für sonst in d. Musikarbeit Tätige zum Gebrauch, vor allem aber zur eifrigen Nachahmung geboten. Berlin-Lichterfelde, Vieweg, 1940,109 S., Ill.
- Der festliche Tag: Liederspiele. Herzog, Goslar 1949.
- Von selbst spielende Orgelwerke. In: Instrumentenbau-Zeitschrift. Jg. 9 (1955), S. 260–262 u. 325–327.
- Der Lärm, womit der Musikant uns stört. Helmut Buske Verlag, Hamburg 1962.

als Herausgeber
- Joachim Altemark (Hrsg.): Wilhelm Friedemann Bach: 3 Duette für 2 Violen - C-dur - G-dur - g-moll. Musiknoten. Breitkopf & Härtel, 1966, (EB 5657).